# 1071
1071 (MLXXI) a fost un an obișnuit al calendarului gregorian.

## Evenimente
- 22 februarie: Bătălia de la Cassel.Izbucnește lupta de succesiune în Flandra, între Richilde de Hainaut (văduva lui Balduin al VI-lea și mama lui Arnulf al III-lea) și Robert Frizonul (fiul lui Balduin al V-lea); în bătălia de la Cassel, Robert (cu ajutorul împăratului Henric al IV-lea, Împărat al Sfîntului Imperiu Roman) distruge armata regelui Filip I al Franței (sprijinită și de trupe din Anglia), venită în sprijinul lui Arnulf.

- 13 martie: Armata bizantină a împăratului Roman Diogenes, însoțită de contingentele conduse de Manuel Comnen și de pretendentul selgiucid Khroudj, părăsește Constantinopolul, pentru a se deplasa în marș contra sultanului Alp Arslan, trecând prin Theodosiopolis și ocupând Manzikert.

- 15 aprilie: Asediul de la Bari. Ultima posesiune deținută de bizantini în sudul Italiei, orașul Bari, este cucerită de către normanzii conduși de Robert Guiscard; bizantinii sunt eliminați din Italia, iar Robert Guiscard stăpânește întreg ducatul de Neapole; conducătorul normand nu își ascunde intențiile de a invada Balcanii.

- 23 august: Moartea arhiepiscopului de Milano, Guido da Velate provoacă o criză de succesiune; patarenii, aderenți la reforma gregoriană, caută să își impună propriul candidat, Attone.
- 26 august: Bătălia de la Manzikert. Bătălie purtată în apropiere de orașul Malazgirt (azi înTurcia). Armata bizantină (deja slăbită prin moartea generalului Manuel Comnen și prin trimiterea unei părți din trupe, conduse de mercenarul Roussel de Bailleul în regiunea lacului Van) este surprisnă și distrusă de către selgiucizii conduși de Alp Arslan; Roman Diogenes cade prizonier și rămâne reținut de către selgiucizi până la achitarea unei despăgubiri uriașe; în Bizanț izbucnește un război civil, în vreme ce selgiucizii invadează întreaga Anatolie.

- 24 octombrie: Odată cu preluarea domniei de către Mihail al VII-lea Ducas, conducerea efectivă a Imperiului bizantin revine miniștrilor, dintre care se impune Ioan Dukas; elev al lui Psellos, împăratul dovedește mai degrabă înclinații teologice.

- 23 noiembrie: Un document atestă apartenența Galiciei la Regatul de Leon și Castilia.

### Nedatate
- martie-aprilie: În urma negocierilor, regele Filip I al Franței recunoaște stăpânirea lui Robert Frizonul asupra Flandrei și se căsătorește cu nepoata acestuia, Bertha de Olanda.
- octombrie: Edwin, contele de Mercia, se răscoală împotriva regelui William I, însă este ucis; feudele din Mercia sunt redistribuite către apropiații normanzi ai regelui. William I ocupă Ely, ultimul focar de rezistență deținut de anglo-saxoni; se încheie cucerirea Angliei de către normanzi.
- Turkmenii conduși de Atzis, vasal al lui Alp Arslan, ocupă Ramla și începe asedierea Ierusalimului, deținut de dinastia fatimizilor.

## Arte, Știință, Literatură și Filozofie
- Încep lucrările de construcție la castelul Richmond, în Anglia.

## Înscăunări
- 22 februarie: Robert Frizonul, conte de Flandra (1071-1093).
- 24 octombrie: Mihail al VII-lea Dukas Parapinakes, împărat al Bizanțului (1071-1078).

## Nașteri
- 22 octombrie: Guillaume al IX-lea de Poitiers, duce de Aquitania (d. 1126)

## Decese
- 22 februarie: Arnulf al III-lea, 20 ani, conte de Flandra (n. 1055)
- 17/18 aprilie: Ibn Zeydoun,  67 ani, poet arab din Andalusia (n. 1003)
- 23 august: Guido da Velate, arhiepiscop de Milano (n. ?)
- Domenico I Contarini, doge al Veneției (n. ?)
- Wulfhilda de Norvegia, 50 ani, prințesă din Norvegia, ducesă de Saxonia, prin căsătoria cu ducele Ordulf de Saxonia  (n. 1020)